# Rollergirl
Nicole Safft (født 19. november 1975 i Lünen, Nordrhein-Westfalen), bedre kendt som Rollergirl, er en tysk sangerinde, som er mest kendt for sit hit "Dear Jessie" fra 1999, sammen med produceren Alex Christensen.

## Diskografi

### Album
- Now I'm singin' and the party keeps on Rollin' (1999)

### Singler
- Luv U More (1999)
- Dear Jessie (1999)
- Superstar (2000)
- Eternal Flame (2000)
- You Make Me Feel Like Dancing (2000)
- Close To You (2001)
- Geisha Dreams (2002)
- Beautiful Day (Rollergirl & Technostars.de) (2003)